# 碘乙烷
碘乙烷是一种无色、易燃的有机化合物。其化学式为C2H5I，可由碘、磷及乙醇加热制得。与空气接触，尤其是在光照条件下，碘乙烷会分解，产生的碘溶于碘乙烷而使碘乙烷略显黄色。

## 制备

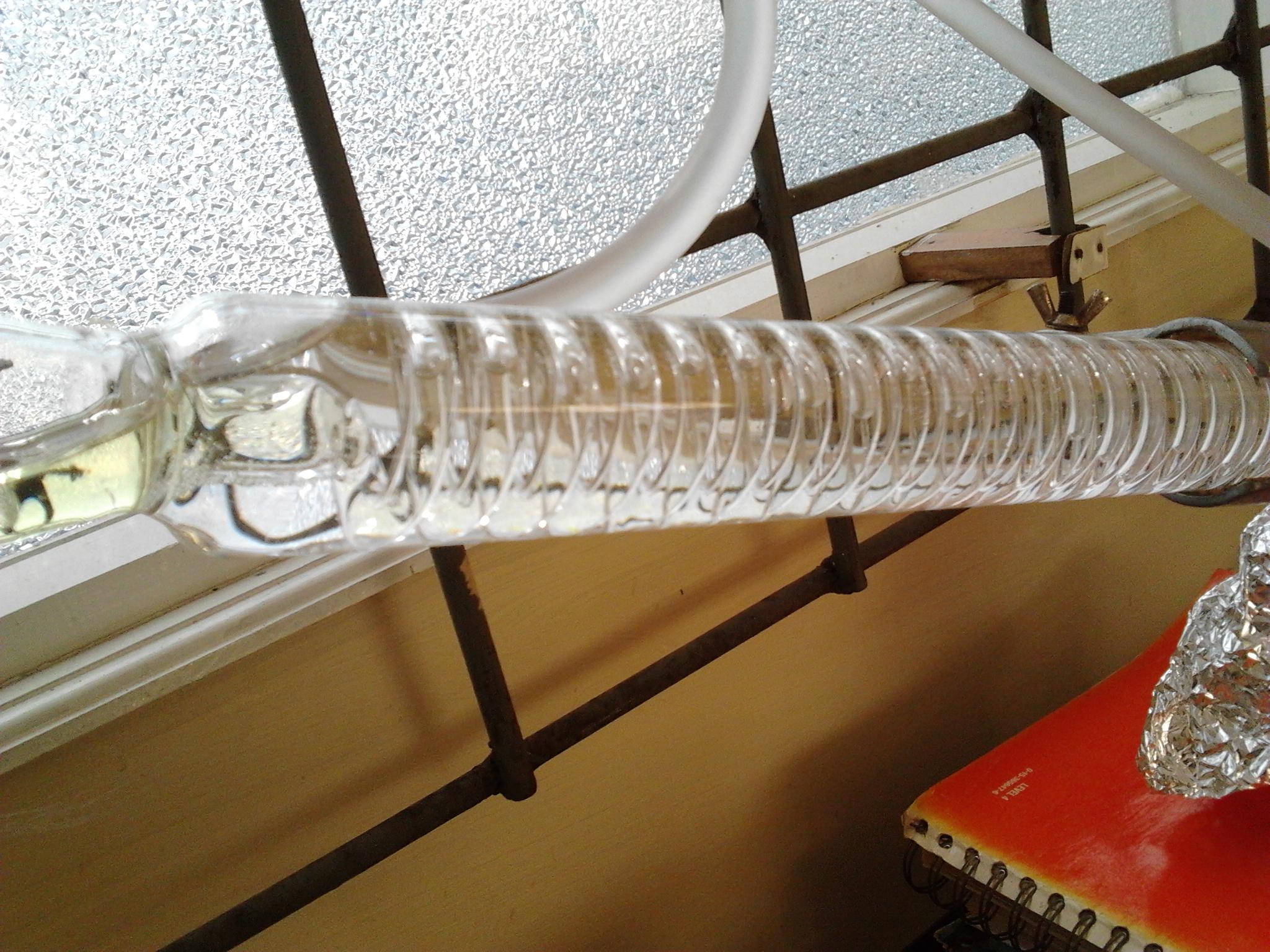
碘乙烷的蒸馏。

碘乙烷可以通过红磷、无水乙醇和碘的反应制备，该反应中，三碘化磷不稳定，需原位生成。反应温度需要控制。
{\displaystyle \mathrm {3\ C_{2}H_{5}OH+PI_{3}\rightarrow 3\ C_{2}H_{5}I+H_{3}PO_{3}} }
粗产物通过精馏纯化。